# Wim Leys
Wim Leys, artiestennaam van Wim De Kerpel (Mere, 3 juni 1976), is een Vlaamse zanger.

## Biografie
Tussen 1996 en 2000 maakte De Kerpel deel uit van de jongensgroep Boysband. Hiermee scoorde hij in 1997 en 1998 enkele hits in de Vlaamse Ultratop, waaronder Blijf aan de schoolpoort staan, Heel m'n wereld en Het werd zomer.
Begin 2001 begon hij onder de naam Wim Leys aan een solocarrière. Hij debuteerde met de single Raak, een nummer van De Kast. Deze single leverde hem de nodige televisie- en radioaandacht op, en de vraag om samen met Ro Burms het radioprogramma De Zondagsclub te presenteren op Radio 2. In de zomer van 2001 stond Leys vijf weken in de Ultratop genoteerd met Elk z'n eigen gang, een Nederlandstalige versie van The road to Mandalay met een tekst van Bart Herman. De volgende single, Altijd tijd voor jou (een cover van I'll be there for you van The Rembrandts), bevatte eveneens een Nederlandstalige tekst van Bart Herman, maar werd geen groot succes.
Ondertussen richtte Wim met enkele muzikanten de Nederpop Band op. Met het nummer Nooit een dag te laat deed hij in 2002 mee aan Eurosong, de Vlaamse voorselectie voor het Eurovisiesongfestival. Hierbij werd hij echter vroegtijdig uitgeschakeld. Tussen 2003 en 2005 speelde Leys twee jaar mee in de bijbelmusical Glory Halleluja. Hij bleef ook singles uitbrengen, zoals Stiekem gedanst (een cover van Toontje Lager), Geef (geschreven door Xander de Buisonjé) en Wat ik doe (geschreven door Raf Van Brussel). Geen van deze nummers werd een hit. In 2006 startte hij een samenwerking met de groep @Fundum.
Vanaf 2010 ging Leys zich concentreren op Nederlandstalige rock-'n-roll. Hij bleef veelvuldig samenwerken met Bart Herman en bracht een aantal succesvolle singles uit, zoals Rocking in the street (een duet met Ruth McKenny), Shout! Shout!, De planken uit de vloer en Teken aan de wand. Drie keer wist hij een nummer 1-hit te scoren in de Vlaamse top 50 van Ultratop; dit gebeurde met Happy days (2011), Ik doe mijn ding (2013) en Vannacht zijn we samen (2014).
De albums De planken uit de vloer (2012) en Peper & zout (2014) werden bescheiden successen. In 2016 verscheen een compilatie-album.

## Hitnoteringen

### Singles
| Single met hitnotering(en) in de Vlaamse Ultratop 50 | Datum van verschijnen | Datum van binnenkomst | Hoogste positie | Aantal weken | Opmerkingen                                   |
| ---------------------------------------------------- | --------------------- | --------------------- | --------------- | ------------ | --------------------------------------------- |
| Raak                                                 | 2001                  | 03-03-2001            | tip15           | -            | Nr. 10 in de Vlaamse Top 10                   |
| Elk z'n eigen gang                                   | 2001                  | 11-08-2001            | 41              | 5            | Nr. 3 in de Vlaamse Top 10                    |
| Rocking in the street                                | 2010                  | 25-09-2010            | 47              | 1            | met Ruth McKenny Nr. 3 in de Vlaamse Top 10   |
| Shout! Shout!                                        | 2011                  | 25-01-2011            | 48              | 1            | Nr. 2 in de Vlaamse Top 10                    |
| Happy days                                           | 2011                  | 28-05-2011            | tip7            | -            | Nr. 1 in de Vlaamse Top 10                    |
| Negen maanden                                        | 2011                  | 10-12-2011            | 49              | 2            | Nr. 3 in de Vlaamse Top 10                    |
| De planken uit de vloer                              | 2012                  | 26-05-2012            | tip32           | -            | Nr. 3 in de Vlaamse Top 10                    |
| Hey ba-ba-re-bop                                     | 2012                  | 06-10-2012            | tip31           | -            | Nr. 8 in de Vlaamse Top 10                    |
| Ik doe mijn ding                                     | 2013                  | 06-04-2013            | tip18           | -            | Nr. 1 in de Vlaamse Top 10                    |
| Twist maar mee                                       | 2013                  | 24-08-2013            | tip38           | -            | Nr. 6 in de Vlaamse Top 10                    |
| Andere dingen aan mijn hoofd                         | 2013                  | 02-11-2013            | tip37           | -            | Nr. 6 in de Vlaamse Top 10                    |
| Teken aan de wand                                    | 2014                  | 22-03-2014            | tip19           | -            | Nr. 2 in de Vlaamse Top 10                    |
| Doewa                                                | 2014                  | 21-06-2014            | tip25           | -            | Nr. 3 in de Vlaamse Top 10                    |
| Vannacht zijn we samen                               | 2014                  | 29-11-2014            | tip15           | -            | Nr. 1 in de Vlaamse Top 50                    |
| Dans dans dans                                       | 2015                  | 29-08-2015            | tip32           | -            | Nr. 13 in de Vlaamse Top 50                   |
| Trouw nu met mij                                     | 2016                  | 23-01-2016            | tip             | -            | Nr. 24 in de Vlaamse Top 50                   |
| Ervandoor                                            | 2016                  | 30-04-2016            | tip             | -            | Nr. 21 in de Vlaamse Top 50                   |
| Cruisen door de U.S.A.                               | 2016                  | 10-09-2016            | tip9            | -            | Nr. 6 in de Vlaamse Top 50                    |
| Ik voel me goed                                      | 2017                  | 23-09-2017            | tip38           | -            | Nr. 19 in de Vlaamse Top 50                   |
| Rosetta                                              | 2018                  | 11-08-2018            | tip             | -            | met Matthias Lens Nr. 25 in de Vlaamse Top 50 |
| Ik volg je spoor                                     | 2018                  | 20-10-2018            | tip14           | -            | Nr. 11 in de Vlaamse Top 50                   |
| Dan toch liever vrij                                 | 2019                  | 24-08-2019            | tip             | -            | Nr. 41 in de Vlaamse Top 50                   |
| Als ik jou zie                                       | 2020                  | 05-09-2020            | tip             | -            | Nr. 27 in de Vlaamse Top 50                   |
| Ik kijk naar boven (Daar is de zon)                  | 2021                  | 27-02-2021            | tip4            | -            | Nr. 6 in de Vlaamse Top 50                    |

| Single met eventuele hitnotering(en) in de Nederlandse Top 40 | Datum van verschijnen | Datum van binnenkomst | Hoogste positie | Aantal weken | Opmerkingen                                  |
| ------------------------------------------------------------- | --------------------- | --------------------- | --------------- | ------------ | -------------------------------------------- |
| Leve de liefde                                                | 2009                  | 24-10-2009            | -               | -            | Nr. 59 in de Single Top 100                  |
| Rocking in the street                                         | 2010                  | 28-08-2010            | -               | -            | met Ruth McKenny Nr. 41 in de Single Top 100 |
| Happy days                                                    | 2011                  | 28-05-2011            | -               | -            | Nr. 68 in de Single Top 100                  |

### Albums
| Album met hitnotering(en) in de Vlaamse Ultratop 200 albums | Datum van verschijnen | Datum van binnenkomst | Hoogste positie | Aantal weken | Opmerkingen |
| ----------------------------------------------------------- | --------------------- | --------------------- | --------------- | ------------ | ----------- |
| Voluit!                                                     | 2008                  | -                     | -               | -            | met @Fundum |
| Altijd en overal                                            | 2010                  | -                     | -               | -            |             |
| De planken uit de vloer                                     | 2012                  | 08-04-2012            | 105             | 5            |             |
| Peper & zout                                                | 2014                  | 23-08-2014            | 169             | 2            |             |
| Beste van                                                   | 2016                  | 21-05-2016            | 54              | 13           |             |